# Пиколо
Вижте пояснителната страница за други значения на пиколо.
Пиколо (на италиански: piccolo – „малък“) е вид малка флейта, чийто диапазон е с една октава по-висок от този на обикновената флейта. Спада към семейството на дървените духови музикални инструменти, но може да е изработена също от метал или пластмаса. Звукът на пиколото е по-остър и по-свистящ в сравнение с флейта. Дължината на пиколото е около 32 см (почти наполовина на обикновената флейта). Конструкцията на клапанния механизъм е същата, но напречното сечение на цевта има обратно конична форма (флейтата има цилиндрична). Използва се във всички видове оркестри, както и като солов инструмент.

## История
Предшественикът на пиколо флейтата е флажолетът, който е бил широко използван през Средновековието във военната музика. Флейтата пиколо е конструирана през 18. век и в началото на 19. век става част от симфоничния оркестър, където се превръща в един от инструментите с най-висок регистър. Във военните и духовите оркестри през 19. век често се използва пиколо в ре бемол (масово в американските духови оркестри) или ми бемол; в наши дни тези инструменти са изключително редки.